# Volutoidea
Volutoidea es una superfamilia taxonómica de caracoles marinos depredadores del orden de los neogasterópodos.

## Descripción de la concha
La concha de los caracoles de esta superfamilia varía mucho en forma y grado de ornamentación. Las conchas tienen una abertura ovalada y un canal sifonal notable.

## Familias
Las familias dentro de la superfamilia Volutoidea son las siguientes:
- familia Cancellariidae Forbes & Hanley, 1851
- familia Cystiscidae Stimpson, 1865 -- 15 géneros
- familia Granulinidae G. A. Coovert y HK Coovert, 1995
- familia Marginellidae Fleming, 1828 -- 30 géneros
- familia Marginellonidae Coan, 1965
- familia Volutidae Rafinesque, 1815 -- 49 géneros

Sinónimos
- Paladmetidae Stephenson, 1941 † sinónimo de Admetinae Troschel, 1865
- Plesiocystiscidae G. A. Coovert & H. K. Coovert, 1995: sinónimo de Plesiocystiscinae G. A. Coovert y HK Coovert, 1995

## Galería de imágenes

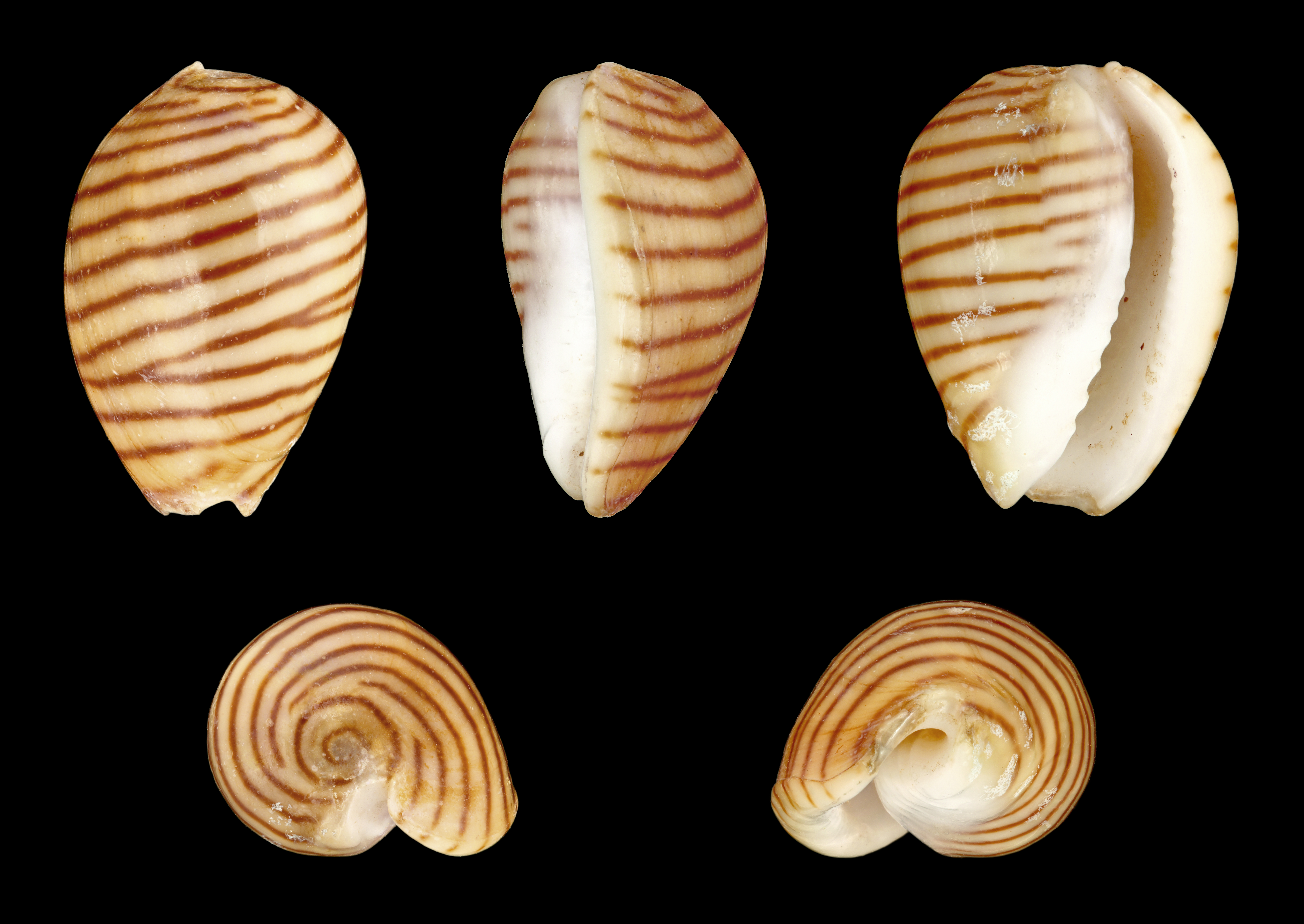
Persicula cingulata, Cystiscidae
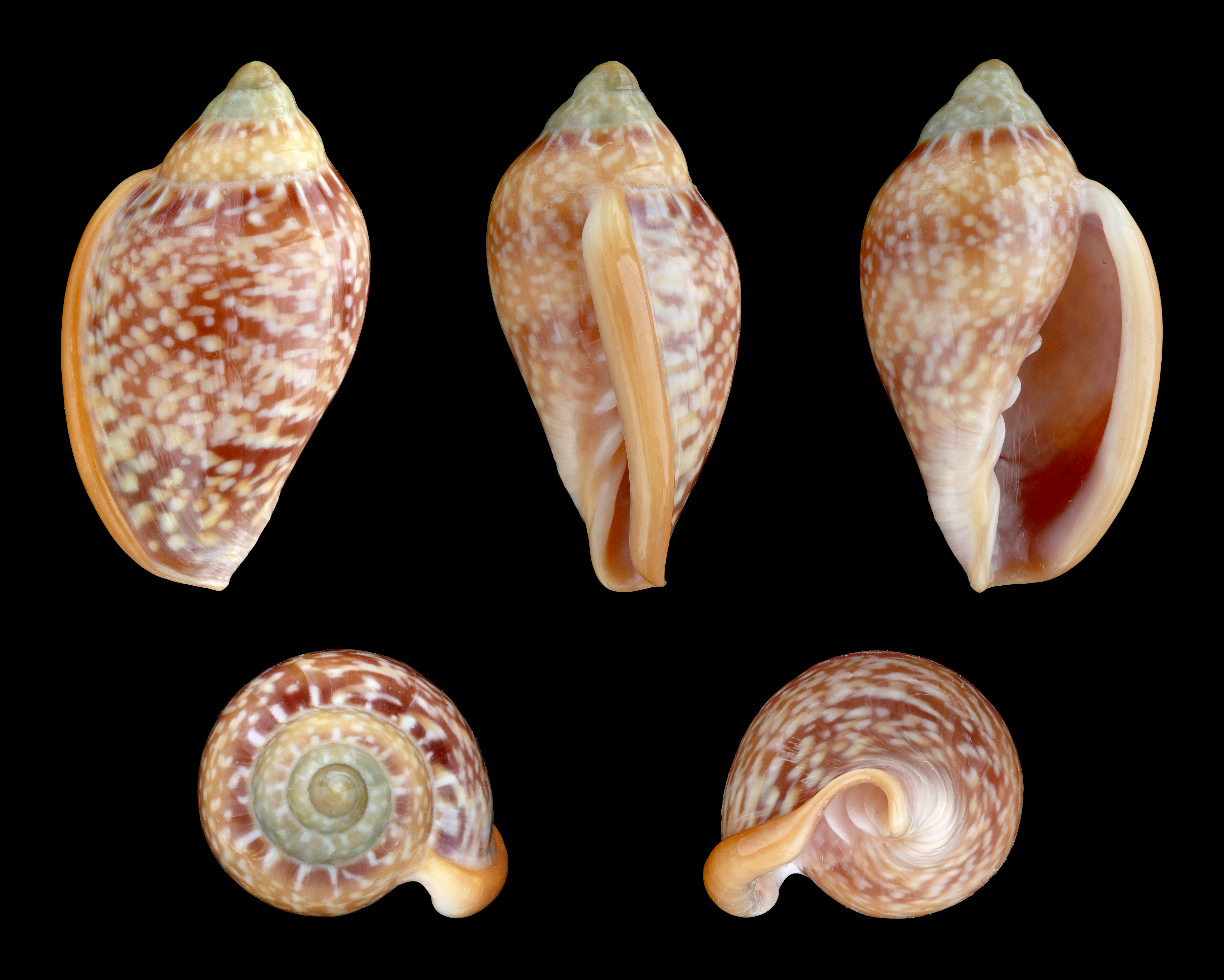
Marginella glabella, Marginellidae
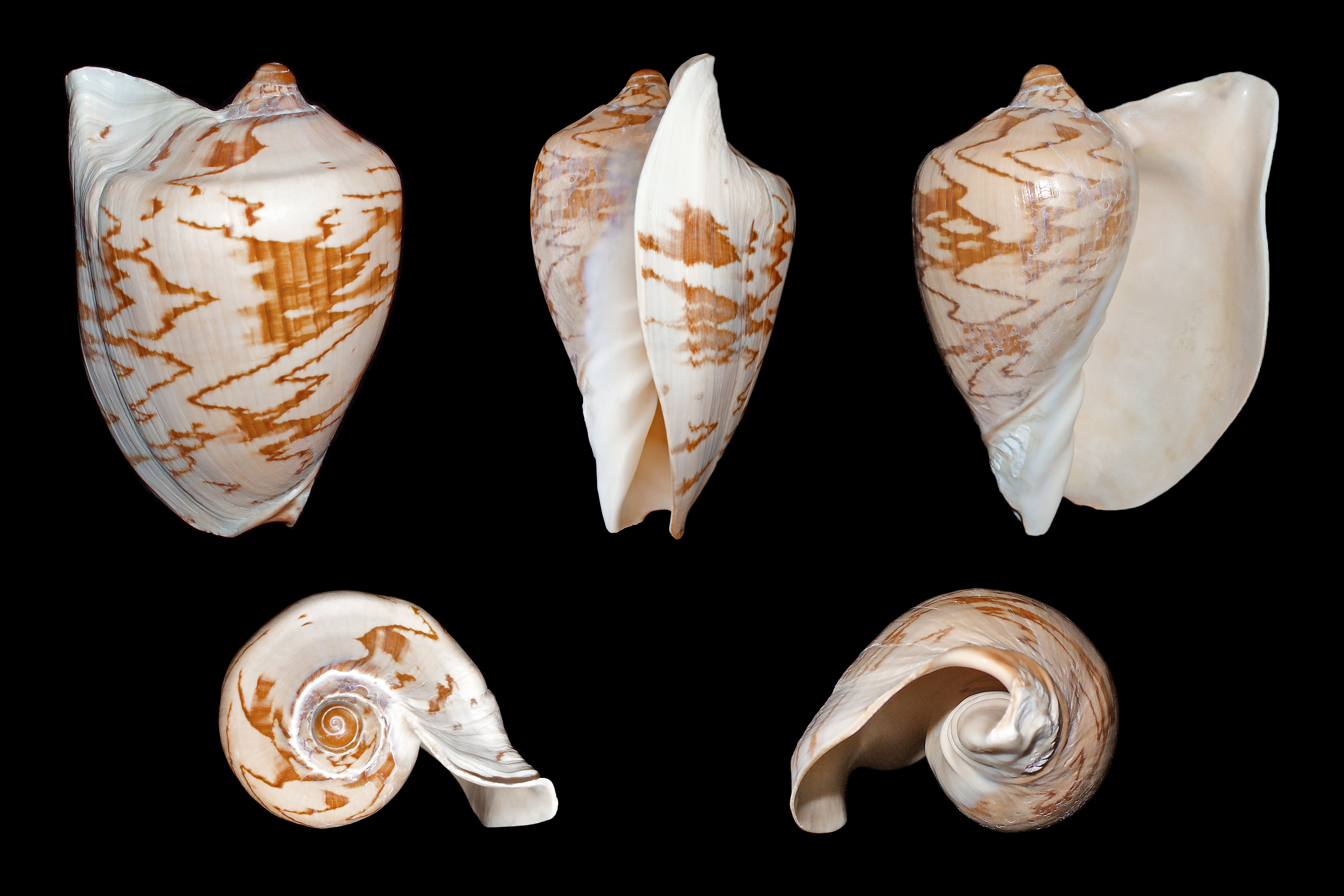
Cymbiola nobilis, Volutidae